# جوشوا إل. فوستر
جوشوا إل. فوستر (بالإنجليزية: Joshua L. Foster)‏ هو صحفي أمريكي، ولد في 10 أكتوبر 1824، وتوفي في 29 يناير 1900.